# Fátima Gálvez
Fátima Gálvez Marín (Baena, 19 de enero de 1987) es una deportista española que compite en tiro en la modalidad de tiro al plato, campeona olímpica en Tokio 2020 y campeona mundial del año 2015.

## Trayectoria
Participó en cuatro Juegos Olímpicos de Verano, obteniendo una medalla de oro en Tokio 2020, en la prueba de foso mixto (junto con Alberto Fernández), y en categoría individual el cuarto lugar en Río de Janeiro 2016, el quinto en Londres 2012 y otro quinto lugar en París 2024.
Ganó seis medallas en el Campeonato Mundial de Tiro entre los años 2014 y 2022, y trece medallas en el Campeonato Europeo de Tiro entre los años 2010 y 2025. En los Juegos Europeos obtuvo tres medallas, oro en Bakú 2015 y oro y bronce en Minsk 2019.
En 2015 terminó la temporada en el número uno del ranking mundial de la prueba de foso, por lo que fue elegida «Tiradora del año» por la Federación Internacional de Tiro Deportivo.
Estudió Enfermería en la Escuela del Hospital Universitario Clínico San Cecilio de Granada y Psicología en la Universidad Católica San Antonio de Murcia.

## Palmarés internacional
| Juegos Olímpicos   | Juegos Olímpicos         | Juegos Olímpicos  | Juegos Olímpicos |
| Año                | Lugar                    | Medalla           | Prueba           |
| ------------------ | ------------------------ | ----------------- | ---------------- |
| 2020               | Tokio (Japón)            | Medalla de oro    | Foso mixto       |
| Campeonato Mundial |                          |                   |                  |
| Año                | Lugar                    | Medalla           | Prueba           |
| 2014               | Granada (España)         | Medalla de plata  | Foso             |
| 2014               | Granada (España)         | Medalla de bronce | Foso por equipos |
| 2015               | Lonato (Italia)          | Medalla de oro    | Foso             |
| 2018               | Changwon (Corea del Sur) | Medalla de plata  | Foso por equipos |
| 2019               | Lonato (Italia)          | Medalla de bronce | Foso             |
| 2022               | Osijek (Croacia)         | Medalla de plata  | Foso             |
| Juegos Europeos    |                          |                   |                  |
| Año                | Lugar                    | Medalla           | Prueba           |
| 2015               | Bakú (Azerbaiyán)        | Medalla de oro    | Foso             |
| 2019               | Minsk (Bielorrusia)      | Medalla de oro    | Foso mixto       |
| 2019               | Minsk (Bielorrusia)      | Medalla de bronce | Foso             |
| Campeonato Europeo |                          |                   |                  |
| Año                | Lugar                    | Medalla           | Prueba           |
| 2010               | Kazán (Rusia)            | Medalla de bronce | Foso por equipos |
| 2011               | Belgrado (Serbia)        | Medalla de oro    | Foso             |
| 2012               | Lárnaca (Chipre)         | Medalla de plata  | Foso por equipos |
| 2016               | Lonato (Italia)          | Medalla de bronce | Foso             |
| 2016               | Lonato (Italia)          | Medalla de bronce | Foso por equipos |
| 2019               | Lonato (Italia)          | Medalla de oro    | Foso mixto       |
| 2019               | Lonato (Italia)          | Medalla de plata  | Foso por equipos |
| 2021               | Osijek (Croacia)         | Medalla de bronce | Foso mixto       |
| 2023               | Osijek (Croacia)         | Medalla de bronce | Foso             |
| 2024               | Lonato (Italia)          | Medalla de oro    | Foso             |
| 2025               | Châteauroux (Francia)    | Medalla de plata  | Foso mixto       |
| 2025               | Châteauroux (Francia)    | Medalla de plata  | Foso por equipos |
| 2025               | Châteauroux (Francia)    | Medalla de bronce | Foso             |